# Vævsfarvning
Vævsfarvning er en teknik anvendt inden for histologi til at muliggøre nøjere eksamination af vævssnit, eksempelvist ved en medicinsk vævsanalyse. Rent praktisk så er vævsfarvning nødvendigt for at kunne iagttage tynde vævssnit ordentligt, både lys- og elektronmikroskopisk, og mange farvemetoder kan i øvrigt anvendes til at gøre det lettere at differentiere imellem forskellige vævstyper eller cellebestanddele.
De tidligste farvemetoder var udelukkende farvende, og blev anvendt til iagttagelse i konventionelle lysmikroskoper, eller med det blotte øje. I moderne tid findes der mange flere slags farvning, og mange involverer ikke nødvendigvis farve men anvender i stedet radioaktive isotoper til observation via specialiseret film der optager hvor strålingen kommer fra i vævet.

## Levende og dødt væv
Det er muligt at farve og iagttage levende, bevægende væv, typisk via lysmikroskopi. Dette gør det muligt at udføre mikrokinematografi, altså optagelse af bevægende celler. Den primære begrænsning ved iagttagelse af levende væv er det snære udvalg af regelmæssigt optagede, og samtidigt ikke-toksiske, farvestoffer.
Derudover er observation af levende væv i elektronmikroskop ikke muligt, da præparatet skal fikseres. Observationen af levende væv kræver også at man ikke ødelægger cellerne, hvilket gør det umuligt at lave tynde tværsnit i vævet og dermed gør detaljeret observation af cellernes bestanddele meget besværligt.

## Præparation af dødt væv

### Fiksering
Ved eksamination af væv benyttes der derfor som oftest dødt væv. Den primære forskel imellem dødt og levende væv er fikseringen, hvor vævet dræbes og præserveres via tilføjelsen af fiksativer, en slags kemikalier. Dette gøres direkte umiddelbart efter at vævet er fjernet fra sine naturlige omgivelser, eksempelvis direkte efter en obduktion eller dissektion. Fiksativerne stabiliserer vævsbestanddelene og forhindre visse fordøjende enzymer i at fortære deres omkringliggende væv, og postmortem degeneration kan dermed forsinkes eller helt standses.

#### Frystetørring
En bemærkelsesværdig undtagelse hvor der ikke behøves at anvendes fiksativer er ved brug af frysetørring af vævssnittene. Selveste frystetørringen foregår så hurtigt, og skæringen (se nedenfor) sker så hurtigt efter ekstraktionen af vævet fra kilden at der ikke når at foregå nogen ekstensiv vævsskade.
Da fiksering og indstøbning (se nedenfor) ikke behøves, er frystetørring også betydeligt hurtigere, og iagttagbare snit kan produceres på ganske få minutter. Dette er i særdeles praktisk ved undersøgelse af væv i medicinske kontekster, eksempelvis ved tumorundersøgelser.

### Indstøbning og skæring
Efter fikseringen dehydreres vævet via vaskning med ætanol, samt efterfølgende skylning med en væske der kan opløse både ætanol og det resterende vand i vævet. Vævet anbringes til sidst i smeltet indstøbningsmiddel, typisk paraffin, som opløser den resterende kemikalieblanding og samtidigt trænger ind vævet. Det færdige produkt er en vævsblok, som kan er fast nok til at skæres til mikrometer-tynde skiver (typisk imellem 5-10 mikrometer til lysmikroskopi).

#### Frysesubstitution
Alternativt kan der ved frystetørring anvendes en teknik benævnt frysesubstitution, hvor det frosne væv udtørres i ren metanol og derefter overføres i en plastindstøbningsmiddel som størknes ved belysning med ultraviolet lys.

### Farvning
Efter indstøbningen kan præparatet monteres på et objektglas og farveprocessen kan begynde. De fleste histologiske farvestoffer er vandige opløsninger, og præparatet må derfor først afparaffineres, igen med behandling med xylen. I tilfælde af frysesnit kan dette gøres direkte efter skæringen, uden nogen ekstra proces nødvendig.
Til observation i lysmikroskop findes et utal af forskellige farvemetoder, men den mest almindelige er HE farvning, eller hæmatoxylin- og eosin farvning. Denne farver kernemateriale blåviolet og cytoplasmatiske strukturer lyserøde, og kan kombineres med andre, mere selektive, farvemetoder.

#### Elektrostatik
Mange farvestoffer afhænger af celedelenes elektrostatiske ladning til at tiltrække og binde farvestoffet. Man differentierer her imellem acidofile og basofile celledele, som tiltrækker henholdsvis anioniske og kationiske farvestoffer. Om et stof er acidofilt eller basofilt, og i hvilken grad, afhænger kraftigt af pH grunden den elektrostatiske karakter af karakteristikaen. Det ligger ihærdigt til gram-farvning at den er ikke-specifik, dog findes der gram-farvningsmetoder, såsom Mallorys trikromfarvning som, på trods af at bestå af 3 anioniske farvestoffer farver forskellige celledele forskelligt (mekanismen bag dette er ukendt).

#### Metakromasi
Nogle farvestoffer besidder i øvrigt evnen til at polymerisere når den aggregeres tilstrækkeligt, dette benævnes metakromasi. Ganske enkelt så har disse farvestoffer, såsom toloudinblåt og thionin, evnen til at danne komplekser med sig selv som har en anderledes farve end den almindelige, monomere, udgave af stoffet. Man kan derfor differentiere imellem forskellige vævstyper og celledeler hvor stoffer ville være særligt tiltrukket. Et eksempel på noget der typisk farves metakromatisk er hyalinbrusk, da denne indeholder kraftigt sure sulfaterede glykosaminoglykaner i dennes grundsubstans og derfor tiltrækker acidofile farvestoffer kraftigt.